# 英語圏児童文学会
英語圏児童文学会（英名：The Japan Society for Children's Literature in English）は1970年12月1日に発足し、1991年に日本学術会議に登録されたイギリス児童文学（アメリカその他英語圏諸国のものを含む）の研究を目的とする団体である。発足当初は「イギリス児童文学会」と称していたが1987年に「日本イギリス児童文学会」と改称、その後、研究対象がイギリスに限らない英語圏全体の児童文学に拡大してきたことから2020年4月に現在の呼称に改称した。

## 出版物
- Tinker Bell（日本イギリス児童文学会会誌・年度毎）
- 現代英米児童文学評伝叢書

学会創設30周年記念事業として刊行している全12巻の叢書（現在10巻刊行）
- 英米児童文学ガイド　作品と理論

英語圏の児童文学の代表的な作品を取り上げて、作品の読み方や研究の方法を示し、あわせて児童文学の分野に特定化して批評理論を解説した文学ガイド